# الأكاديمية الملكية لفنون الطهي

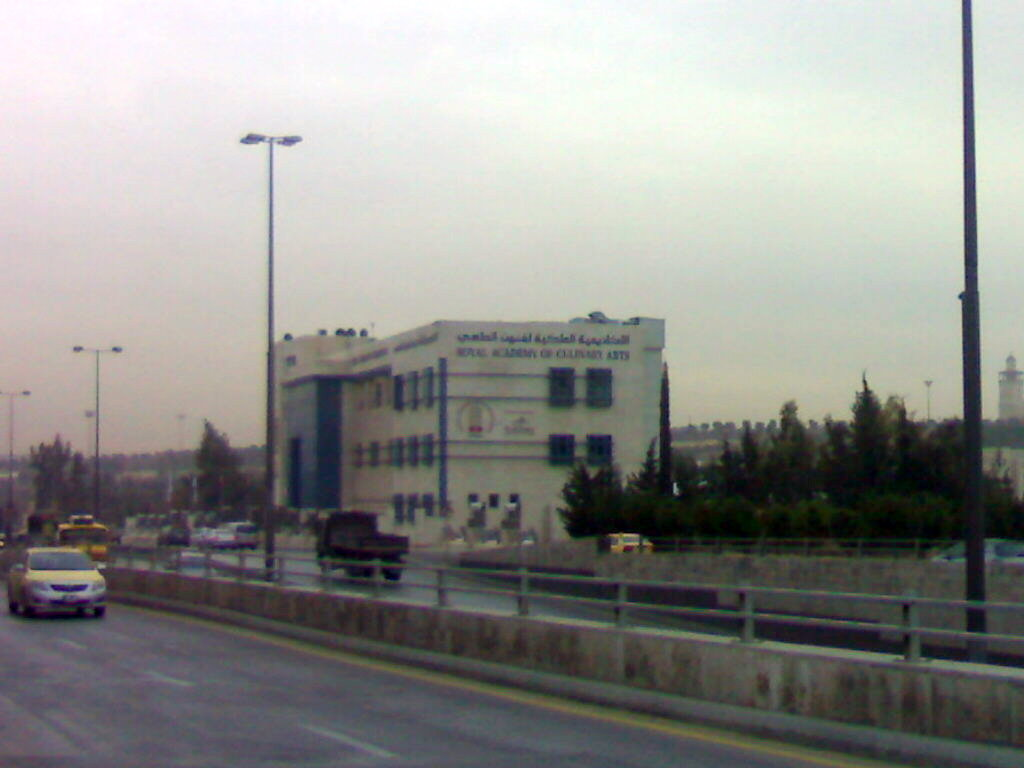
الأكاديمية الملكية لفنون الطهي

الأكاديمية الملكية لفنون الطهي هي أكاديمية لتعليم فنون الطهي. تهدف الأكاديمية في المساهمة في تعزيز القطاع السياحي والفندقي عبر اعداد الكفاءات الفندقية، وتأهيلها، وتدريبها في مجال فنون الطهي بواسطة امهر وأشهر الطهاة العالميين انطلقت الأكاديمية في عام 2009، وتقع في منطقة دابوق في مدينة عمان.

## البرامج الدراسية
تمنح الأكاديمية شهادة الدبلوم في فنون الطهي من خلال برنامجها الدراسي الذي يمتد على مدار عامين بالتعاون مع جامعة لي روش الدولية للإدارة الفندقية التي تنتشر مقراتها في كل من سويسرا، إسبانيا، والولايات المتحدة. كما تقدم برنامج دراسي آخر لعام واحد يمنح الطالب على اثر اجتيازه بنجاح شهادة في أساسيات فن الطهي. عام 2021 تم تعديل قانون الاكاديمية لتصبح إلى كلية جامعية تقنية تمنح درجة البكالوريوس في إدارة الطعام والشراب، ودرجة الدبلوم في فنون الطهي.

## المبنى
تقع الأكاديمية على مساحة تفوق 4 دونم، وتضم 9 مراكز للتعليم التطبيقي كالحلويات ومختبر المعجنات، ومطبخ مسرح، وموقع للطهي حسب الطلب (قائمة الطعام) لخدمة مائدة الطهاة (برتبة شيف)، إضافة إلى مطعم حديث، ومنطقة مخصصة لخدمة الحفلات. كافة المواقع التعليمية واسعة ومؤثثة بمعدات للغايات التدريبية. تشتمل الأكاديمية على أول مكتبة للطهي في الأردن، وقاعة واسعة للدراسة والقراءة، كما سيحق لك كطالب التواصل عبر الإنترنت، بالإضافة للمطبوعات المتخصصة وأشرطة السي دي ودي في دي. تم تخريج الدفعة الأولى من خريجي الأكاديمية عام 2010، وحتى عام 2016 تخرج من الاكادمية 100 طاهي محترف.